# Seznam osebnosti iz Mestne občine Ptuj
Seznam osebnosti iz Občine Ptuj vsebuje osebnosti, ki so se tu rodile, delovale ali umrle.

## Gospodarstvo
- Albin Pišek, turistični delavec, pobudnik kurentovanja (1930, Hajdina – 2011, Ptuj)
- Franc Matjašič, vinar (1864, Sakušak – 1930, Ptuj)
- Andrej Božič, sadjar (1900, Planina – 1968, Ptuj)
- Stanko Čurin, vinogradnik, vinar (1929, Vodranci – 2017, Ptuj)
- Franc Pukšič,  inženir elektrotehnike, politik, poslanec in pedagog (1955, Ptuj)

## Humanistika in znanost
- Laris Geiser, geopolitik, predavatelj in svetovalec za mednarodne odnose (1977, Ptuj)
- Ernest Faninger, mineralog, geolog (1923, Maribor – 2015)
- Izidor Janžekovič, arheolog, zgodovinar
- Oroslav Caf, jezikoslovec, duhovnik (1814, Zgornje Verjane – 1874, Ptuj)
- Davorin Beranič, filolog, glasbeni zgodovinar, čebelar (1879, Cirkovce – 1923, Ptuj)
- Janez Krstnik Leopold Šmigoc, slovničar (1787, Gruškovec – 1829, Ptuj)
- Metod Turnšek, etnograf, publicist, pisatelj, cistercijan, duhovnik (1787, Gruškovec – 1829, Ptuj)
- Ivan Urbanec, prevajalec, narodni delavec (1852, Selo pri Vodicah – 1886, Ptuj)
- Josip Zupanc, enolog (1876, Vojnik – 1937, Ptuj)
- Štefka Cobelj, umetnostna zgodovinarka, etnologinja (1923, Zagorci – 1989, Ptuj)
- Barbara Pregelj, prevajalka, literarna zgodovinarka, predavateljica, doktorica znanosti (1970, Ptuj)
- Balduin Saria, klasični zgodovinar, arheolog in numizmatik (1893, Ptuj – 1974, Gradec)
- Linda Sadnik-Aitzetmüller, avstrijska slavistka (1910, Ptuj – 1998, Linz)
- Marija Golden, jezikoslovka, zaslužna profesorica na Filozofski fakulteti (1948, Ptuj)
- Sergej Harlamov, sociolog, komparativist, publicist in pesnik (1989, Ptuj)
- Aljoša Harlamov, slovenist, literarni kritik, publicist, urednik, pisatelj (1983, Ptuj)
- Sabina Zorec,  socialna delavka, pionirka na področju dela z zapornicami in aktivnimi uporabnicami nedovoljenih drog (1979, Ptuj)

## Kultura

### Glasba
- Darko Brlek, klarinetist, glasbeni menedžer in festivalski organizator (1964, Ptuj)
- Lojze Krajnčan, skladatelj, dirigent, pozavnist (1961, Ptuj)
- Dejan Vunjak, glasbenik, pevec pop glasbe in igralec (1993, Ptuj)
- Dominik Krajnčan, slovenski jazzovski skladatelj, trobentar, aranžer, član Big Band RTV Slovenija (1967, Ptuj)
- Miha Rogina, saksofonist (1980, Ptuj)
- Mišel Ristov, glasbenik, raper, pesnik, glasbeni menedžer (1987, Ptuj)

### Gledališče, radio, film, televizija
- Vojko Belšak, gledališki in filmski igralec, (1970, Ptuj)
- Zvezdana Mlakar, gledališka in filmska igralka, TV voditeljica (1958, Ptuj)
- Oliver Mlakar, avtor in voditelj RTV kvizov in kuharskih oddaj (1958, Ptuj)
- Igor Samobor, gledališki in filmski igralec (1957, Ptuj)
- Vilko Filač, filmski snemalec (1950, Ptuj – 2008 Ljubljana)
- Djurdja Flere, dramaturginja, režiserka, prevajalka (1921, Ptuj – 1992 Ljubljana)
- Tadej Toš, gledališki in filmski igralec (1974, Ljubljana)
- Samo M. Strelec, režiser (1966, Ptuj)
- Milenko Šober, radijski in turistični novinar, turistični vodnik (1923, Ptuj – 2004, Ljubljana)

### Književnost
- Gregor Jožef Plohel, slovenski pisatelj, avtor prve knjige v vzhodni štajerščini (1730, Ivanjkovci – 1800, Ptuj)
- Ivan Potrč, slovenski pisatelj, dramatik in urednik (1913, Ptuj – 1993, Ljubljana)
- Franc Bezjak, pisatelj, duhovnik (1814, Spodnja Voličina – 2008, Ptuj
- Martin Jurkovič, pisatelj, duhovnik (1847, Kraljevci – 1926, Ptuj)
- Eliza Kukovec, pedagoška pisateljica (1879, Kraljevci – 1954, Stoperce)
- Alojzij Remec, pesnik, pripovednik, dramatik, pravnik, odvetnik (1886, Trst – 1952, Ptuj)
- Zmago Švajger, pisatelj, publicist (1910, Ptuj – 1942, Velike Lašče)
- Hermann Pirich, pisatelj, novinar, urednik (1906, Ptuj – 1980, Leonberg)
- Aleš Šteger, pesnik, pisatelj, prevajalec, kritik (1906, Ptuj)
- Miha Remec, pisatelj, novinar (1928, Ptuj – 2020)
- Zdenko Kodrič, književnik, novinar,  (1949, Ptuj)
- Janja Vidmar, pisateljica in scenaristka (1962, Ptuj)
- Milan Petek Levokov, pisatelj (1960, Ptuj)
- Mitja Vošnjak, pisatelj, slovenski politik, urednik in diplomat (1923, Ptuj – 2003, Ljubljana)
- Blaž Lukan, pisatelj in pesnik (1955, Ptuj)
- Igor Plohl, mladinski pisatelj, geograf in sociolog (1979, Ptuj)
- Ivan Cimerman, pesnik in pisatelj (1938, Ptuj)

### Slikarstvo, kiparstvo, arhitektura in fotografija
- Elsa Oeltjen Kasimir, slikarka (1877, Ptuj – 1944, Vareja)
- Vladimir Pajek, fotograf, slikar, predsednik SKEI (
- Stojan Kerbler, fotograf (1938, Ptuj)
- Viktor Gojkovič, kipar, restavrator (1945, Ptuj)
- Albin Lugarič, slikar (1927, Ptuj – 2014, Ptuj)
- Rudolf Jakhel, slikar (1881, Črnomelj – 1928, Ptuj)
- Janez Mežan, slikar (1897, Spodnji Brnik – 1972, Ptuj)
- Franc Ksaver Nager, slikar (1790, Spodnji Brnik – 1866, Ptuj)
- Josip Reiter, slikar, litograf (1821, Ptuj – 1866, Gradec)
- Luigi Kasimir, jedkar, slikar, grafik in krajinski umetnik (1881, Ptuj – 1962, Grinzing)
- Dušan Fišer, slikar (1962, Ptuj)
- Boris Miočinović, slikar, karikaturist, kulturni delavec (1953, Ptuj)
- Tanja Verlak, fotografinja (1979, Ptuj)

## Politika, uprava in pravo
- Jože Lacko, slovenski partizan in narodni heroj (1894, Kicar – 1942, Ptuj)
- Viktorin Ptujski, škof mesta Peotovio, pisatelj, mučenec in svetnik (250, Grčija – 303, Ptuj)
- Anton Brumen, pravnik, odvetnik (1857, Sv. Jurij ob Ščavnici – 1930, Ptuj)
- Alojzij Gregorič, politik, pravnik, odvetnik (1843, Bodislavci – 1886, Ptuj)
- Franc Jurtela, politik, pravnik, odvetnik (1853, Hvaletinci – 1926, Ptuj)
- Karel Linhart, politik, publicist (1882, Ljubljana – 1918, Ptuj)
- Karel Lubec, pravnik (1845, Biš – 1931, Ptuj)
- Aleksander Nagy, župan, gradbenik (1834, Ptuj – 1909, Maribor)
- Jakob Ploj, odvetnik (1830, Grabonoš – 1899, Ptuj)
- Miroslav Ploj, politik, pravnik (1862, Ptuj – 1944, Maribor)
- Friderik Prieger, polkovnik (1826, Ptuj – 1883, Gradec)
- Ferdinand Raisp, lokalni politik, kronist (1818, Vicenza – 1898, Ptuj)
- Viktor Skrabar, pravnik, notar (1877, Ptuj – 1938, Ormož)
- Mitja Vošnjak, diplomat, družbenopolitični delavec, pisatelj (1923, Ptuj – 2003, Ljubljana)
- Mirko Cvetko, župan, transportni komercialist (1966, Ptuj)
- Mark Valerij Maksimijan, rimski vojskovodja in politik (Ptuj – ~186)
- Oskar Regele, avstrijski častnik, vojaški zgodovinar in pisatelj (1876, Ptuj – 1938, Dunaj)
- Marjeta Cotman, pravnica, sodnica, notarka, državna sekretarka (1956, Ptuj)
- Aleksandra Pivec, kemijska tehnologinja, nekdanja ministrica za kmetijstvo, gozdarstvo in prehrano (1972, Ptuj)
- Franc Mikša, diplomat, pisatelj (1967, Ptuj)

## Religija
- Ludovik Pečko, duhovnik, kronist, redovnik, minorit (1804, Gočova – 1873, Ptuj)
- Dominik Pen, duhovnik, redovnik, minorit, leksikograf (1785, Videm pri Ptuju – 1873, Ptuj)
- Simon Povoden, duhovnik, zgodovinar, teolog (1753, Vrhovci – 1841, Ptuj)
- Anton Šalamun, duhovnik, zgodovinopisec, nabožni pisec, redovnik, kapucin, minorit (1866, Mestni vrh – 1939, Ptuj)
- Ferdinand Tirnberger, duhovnik, filozof, redovnik, minorit (1719, Ptuj – 1784, Breg)
- Mansuetus Zangerl, duhovnik, šolnik, redovnik, minorit (1742, Gradec – 1815, Ptuj)
- Vinko Poljanec, katoliški duhovnik, župnik v Škocjanu na Koroškem, borec za pravice Koroških Slovencev, žrtev nacizma (1742, Gradec – 1938, Škocjan v Podjuni)

## Šport
- Nastja Čeh, nogometaš Lige prvakov (1978, Ptuj)
- Benka Pulko, voznica motorja na dolge razdalje, rekorderka Giunessove knjige rekordov, fotografinja (1967, Ptuj)
- Dejan Zavec, boksar (1976, Ptuj)
- Zdenko Verdenik, nogometaš in trener (1949, Ptuj)
- Renato Vugrinec, rokometaš (1975, Ptuj)
- Aldo Ino Ilešič, kolesar (1984, Ptuj)
- Željko Spasojević,slovenski nogometaš (1973, Ptuj – 2014)
- Mitja Mahorič, kolesar (1976, Ptuj)
- Luka Krajnc, nogometaš (1994, Ptuj)
- Blaž Rola, tenisač (1990, Ptuj)
- Matej Mijatovič, nogometaš (1979, Ptuj)
- Matjaž Rozman, nogometaš (1987, Ptuj)
- Marcel Ivanuša, nogometaš (1985, Ptuj)
- Marko Kmetec, nogometaš (1976, Ptuj)
- Brigita Brezovac, bodibilderka (1979, Ptuj)
- Marko Bezjak, rokometaš (1986, Ptuj)
- Mirko Vindiš, maratonec (1963, Ptuj)
- Robert Kurež, nogometaš (1991, Ptuj)
- Nina Kolarič, atletinja (1986, Ptuj)
- Franc Fridl, nogometaš (1972, Ptuj)
- Aleš Čeh, nogometaš, trener (1968, Ptuj)
- Tim Gajser, motokrosist (1996, Ptuj)

## Zdravstvo
- Zora Konjajev, pediatrinja, neonatologinja, partizanka v civilni saniteti, družbena aktivistka (1921, [[Ptuj] – 2020, Sežana)
- Albin Stritar ml., pedolog (1925, Ptuj – 1988, Ptuj)
- Marija Ramšak, zdravnica, raziskovalka (1902, [[Ptuj] – 1986, Maribor)

## Šolstvo
- Drago Hasl, šolnik, knjižničar, kulturnik (1900, Ptuj – 1976, Ptuj)
- Jožef Fischer, učitelj (1860, Ptuj – 1913, Prebold)
- Luka Kunstek, šolnik (1835, Sv. Florijan – 1896, Ptuj)
- Miroslav Pretner, šolnik (1871, Ljubljana – 1959, Ptuj)
- Jože Bešvir, veterinar (1931, Trgovišče – 2012, Ptuj)
- Janko Bezjak, šolnik, pedagoški pisec, jezikoslovec (1862, Gorica – 1935, Ptuj)
- Janja Hojnik, univerzitetna profesorica, pravnica (1979, Ptuj)
- Brigita Skela Savič, dekanja, menedžerka, profesorica,  (1966, Ptuj)
- Saška Štumberger, jezikoslovka, pedagoginja, predavateljica  (1973, Ptuj)
- Henrik Gjerkeš,  strojnik, univerzitetni profesor in politik (1965, Ptuj)

## Osebnosti od drugod
- Franc Ksaver Meško, pisatelj in duhovnik (1874, Bled – 1964, Slovenj Gradec)
- Jakob Soklič, župni upravitelj (1893, Bled – 1972, Slovenj Gradec)
- Marijan Tavčar, prevajalec, publicist (1912, Ljubljana – 1981, Škofja Loka)
- France Mihelič, slikar (1907, Virmaše pri Škofji Loki – 1998, Ljubljana)
- Janez Bohorič, direktor, gospodarstvenik, kemik, častni občan Občine Ptuj (1942, Tržič)
- Zlatko Šugman, gledališki in filmski igralec (1932, Gorišnica – 2008, Ljubljana)
- Marija Hernja Masten, zgodovinarka, arhivistka (1950, Ormož)
- Franc Gumilar, zgodovinar (1890, Murska Sobota – 1973, Maribor